# Буџак (Зрењанин)
Буџак је јужни део Зрењанина, чије је формирање почело досељавањем становништва источно од „Пиварске мале“ и Житног трга. Првобитно су се у ово неуређено насеље доселили Румуни, а затим су његовим урбанистичким уређењем досењени Срби и друге националности. Данас је административно организована као МЗ Сечењи Јанош. 
У овом подручју се налази зрењанинска фабрика Мидера и архитектонски занимљива, Зграда старе градске кланице.